# Рамазанов, Еркин Амануллинович
Еркин Амануллинович Рамазанов (каз. Еркін Аманоллаұлы Рамазанов, 10 июня 1955, с. Акколь, Куйбышевский район, Павлодарская область, КазССР) — казахстанский государственный деятель, депутат Мажилиса Парламента Республики Казахстан II—IV созывов. Кандидат технических наук.

## Биография
Рамазанов Еркин Амануллинович родился 10 июня 1955 года в селе Акколь Куйбышевского района Павлодарской области. По национальности казах.

### Образование
В 1977 году окончил Казахский химико-технологический институт по специальности инженер-строитель. 

### Трудовая деятельность
В 1977–1979 годах работал преподавателем и стажером-исследователем в Чимкентском химико-технологическом институте. 
В 1979–1982 годах — аспирант, младший научный сотрудник Московского инженерно-строительного института им. В.В. Куйбышева.
В 1982–1992 годах — заведующий лабораторией специальных материалов, преподаватель, доцент, заместитель декана и декан технологического факультета Алма-Атинского архитектурно-строительного института.
В 1992 году - директор ТОО «ЮРСК Лтд».
В 1992 - 1997 годах - затем генеральный директор и президент АО «Казэкспортастык».
В 1997-1999 годах - председатель Наблюдательного Совета - председатель Совета Директоров ЗАО «Казэкспортастык».
С октября 1999 по ноябрь 2004 — депутат Мажилиса Парламента Республики Казахстан II созыва по списку Аграрной партии Казахстана, председатель Комитета по аграрным вопросам.  
С сентября 2004 по июнь 2007 — депутат Мажилиса Парламента Республики Казахстан III созыва от округа №57 Северо-Казахстанской области, член Комитета по аграрным вопросам, участник депутатских групп «Отбасы», «Еңбек», «Ауыл».
С августа 2007 по ноябрь 2011 — депутат Мажилиса Парламента Республики Казахстан IV созыва по партийному списку Нур Отан, член Комитета по аграрным вопросам. 

## Научная деятельность
Кандидат технических наук, доцент.
Автор 29 научных статей, соавтор книги «Монолитные теплоизоляционные футеровки из самоуплотняющихся масс». Имеет 4 авторских свидетельства на изобретения.

## Награды
- Орден Курмет (2005)
- Медаль «10 лет независимости Республики Казахстан»
- Медаль «10 лет Конституции Республики Казахстан»
- Юбилейная медаль «50 лет Целине»

## Семья
Женат на Шаймерденовой Нурсулу Жамалбековне (1958 г.р.). Дочери: Ажар (1987–2008), Алия (1989), Аяжан (1999). 